# Henry John Heinz
Henry John Heinz (Pittsburgh, Pensilvania, 11 de octubre de 1844-ibídem, 14 de mayo de 1919) fue un empresario estadounidense que fundó la H. J. Heinz Company. Fue hijo de inmigrantes alemanes de Baviera que vinieron independientemente a los Estados Unidos a inicios de los años 1840. Heinz desarrolló su negocio en una compañía nacional que hizo más de 60 productos alimenticios; uno de sus primeros fue el ketchup de tomate, en efecto, fue el inventor de este conocido aderezo. 
Fue influyente para la introducción de altos estándares sanitarios para la fabricación de alimentos. Es reconocido porque ejerció una relación paternal con sus trabajadores, proporcionando beneficios de salud, instalaciones recreativas y servicios culturales. Sus descendientes continuaron con el negocio hasta hace poco, vendiendo sus acciones restantes a la compañía predecesora de lo que ahora es Kraft Heinz. Heinz fue el bisabuelo del exsenador estadounidense H. John Heinz III de Pensilvania.

## Biografía

### Primeros años
Fue hijo de los inmigrantes alemanes John Henry Heinz (1811-1891), de Kallstadt, Palatinado, Reino de Baviera, y Anna Margaretha Schmidt (1822-1899), de Kruspis, Haunetal, Hesse-Kassel. Su padre emigró a los Estados Unidos a los 29 años en 1840, su madre a la edad de 21 años en 1843. Se casaron el 4 de diciembre de 1843 en Birmingham, Pensilvania, en el lado sur de Pittsburgh, donde se conocieron por primera vez. Anna Schmidt era hija de un ministro luterano; John Heinz también era luterano.
Heinz fue criado y confirmado como luterano. Más tarde en la vida también estuvo como miembro de iglesias metodistas y presbiterianas, y trabajó estrechamente con los bautistas también.
A través de la familia de su padre, Henry Heinz era un primo segundo de Frederick Trump, que emigró a los Estados Unidos en 1885. Él es el antepasado inmigrante y el abuelo paternal del expresidente de los Estados Unidos Donald Trump.

## Carrera empresarial
Cuando era niño, Henry Heinz vendía exceso de verduras al jardín de su madre, y en la secundaria compraba verduras al por mayor y las entregaba a las casas de los vecinos con un recargo. Asistió a la universidad de negocios y empezó a trabajar en la oficina de la fábrica de ladrillo de su padre. 
Henry John Heinz empezó a empacar productos alimenticios a pequeña escala en Sharpsburg, Pensilvania, en 1869. Allí fundó Heinz & Noble Company con un amigo, L. Clarence Noble, y comenzó a comercializar rábano picante empaquetado cultivados en su propio huerto. Añadieron salmueras, chucrut y vinagre antes de quebrar cinco años más tarde, en 1875. Al año siguiente, Heinz fundó otra compañía, F & J Heinz, con su hermano John Heinz y su primo Frederick Heinz. Uno de los primeros productos de esta empresa fue el ketchup de tomate, y junto a ello  vendiendo la misma disposición de condimentos de la anterior empresa.
La compañía continuó creciendo, y en 1888 Heinz compró a sus otros dos socios y se reorganizó como la H. J. Heinz Company, el nombre llevado hasta el día de hoy. El lema de la compañía, "57 variedades", fue introducido por Heinz en 1896. Por entonces la compañía estaba vendiendo más de 60 productos diferentes. Heinz dijo que eligió "5" porque era su número de suerte y el número "7" era el número de su esposa.
H. J. Heinz Company fue incorporada en 1905, y Heinz sirvió como su primer presidente, llevando en la posición para el resto de su vida. Bajo su tutela, la compañía se destacó por el trato justo de los trabajadores y por ser pionera en la preparación de alimentos seguros y sanitarios. Proporcionó a sus empleados atención médica gratuita instalaciones recreativas tales como gimnasios, piscinas y jardines, y oportunidades educativas tales como bibliotecas, conciertos libres y conferencias. Heinz dirigió un exitoso esfuerzo de cabildeo en favor de la Ley de Alimentos y Medicamentos Puros en 1906. Durante la Primera Guerra Mundial, trabajó con la Administración de Alimentos. Heinz era ya el fabricante principal del país en ketchup, mostaza, salmueras y vinagre. Fue director en muchas instituciones financieras y fue presidente de un comité para diseñar formas de proteger a Pittsburgh de las inundaciones.
Durante años, su compañía era conocida por sus encurtidos, ya finales de los años 1880 los medios de comunicación se referían a Heinz como el "Rey Pickle", un apodo que duró el resto de su vida.
Heinz rompió con la mayor parte de la industria alimentaria en su ardiente apoyo a la Ley de Alimentos y Drogas Puras, y su compañía fue una de las primeras en abrir sus puertas para "giras públicas" para tranquilizar a los clientes que sus productos se producían bajo condiciones sanitarias. También fue conocido por los trucos publicitarios llamativos e impresionantes, incluyendo algunas de las primeras vallas publicitarias para ser iluminadas por la noche y un encurtido de 40 pies de altura con encendido eléctrico que deslumbró a los compradores en la Quinta Avenida de Nueva York durante varios años.
En la época de la muerte de Heinz en Pittsburgh a la edad de 74 años, la Compañía H. J. Heinz tenía más de 20 plantas de procesamiento de alimentos, y poseía granjas de semillas y fábricas de contenedores. Heinz fue el abuelo de H. J. Heinz II, quien fue presidente de la compañía, bisabuelo del senador estadounidense H. John Heinz III de Pensilvania, y tatarabuelo de Henry Heinz IV, André Thierstein Heinz y Christopher Drake Heinz. Otro decente es Teresa Heinz-Kerry, que está casada con el exsenador y con el secretario de Estado de los Estados Unidos, John Kerry.

### Vida privada

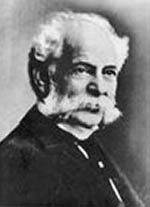
Henry John Heinz

Heinz se casó con Sarah Sloan Young Heinz el 3 de septiembre de 1869. Era de ascendencia escocesa-irlandesa y había crecido en la Iglesia Presbiteriana. Tuvieron cuatro hijos que sobrevivieron hasta la edad adulta y que fueron criados como presbiterianos:
- Irene Edwilda Heinz-Given (1871-1956)
- Clarence Heinz (1873-1920)[2]
- Howard Covode Heinz (1877-1941)
- Robert Eugene Heinz (1882-1882, vivió alrededor de 1 mes)
- Clifford Heinz (1883-1935)

Heinz era un hombre de fe. Cuando visitó Inglaterra, sus "paradas turísticas" incluyeron las tumbas de los líderes religiosos John Bunyan, Isaac Watts y John Wesley. Visitó una capilla que Wesley fundó, escribiendo más tarde que "sentí que estaba en tierra santa". Al comienzo de su voluntad, Heinz escribió: "Deseo expresar, al principio de esta Voluntad, como el elemento más importante en ella, una confesión de mi fe en Jesucristo como mi Salvador".
Heinz murió en su casa el 14 de mayo de 1919 después de contraer neumonía. Su funeral fue en la Iglesia Presbiteriana de East Liberty. Fue enterrado en el cementerio de Homewood en Pittsburgh, en el mausoleo de la familia Heinz.
Una estatua de bronce de Heinz por Emil Fuchs fue dedicada el 11 de octubre de 1924 en el edificio de la compañía de Heinz en Pittsburgh.